# Szachy szybkie
Szachy szybkie, szachy aktywne – krótka partia szachowa, w której suma czasu do namysłu każdego gracza oraz sześćdziesięciokrotności ewentualnego czasu doliczanego za każde posunięcie jest większa niż 10 minut i mniejsza niż godzina (partie z sumą mniejszą niż lub równą 10 minut nazywane są błyskawicznymi). Partie szachów szybkich rozgrywane są według przepisów FIDE dla szachów klasycznych, z drobnymi modyfikacjami (na przykład zawodnicy nie są zobowiązani do prowadzenia zapisów).
Do 1 lipca 2014 do szachów szybkich zaliczano partie, w których suma czasu do namysłu każdego gracza oraz sześćdziesięciokrotności ewentualnego czasu doliczanego za każde posunięcie wynosiła minimum 15 minut (ale była mniejsza niż godzina).

## Mistrzostwa świata
Turnieje o mistrzostwo świata w szachach szybkich nie są rozgrywane cyklicznie.
| Rok / Miasto         | System      | Medaliści                                                                     | Wyniki |
| -------------------- | ----------- | ----------------------------------------------------------------------------- | ------ |
| 2001 Cannes          | pucharowy   | 1. Garri Kasparow 2. Jewgienij Bariejew 3. Aleksandr Griszczuk Judit Polgár   |        |
| 2003 Cap d’Agde      | pucharowy   | 1. Viswanathan Anand 2. Władimir Kramnik 3. Aleksandr Griszczuk Piotr Swidler |        |
| 2009 Moguncja        | pucharowy   | 1. Lewon Aronian 2. Jan Niepomniaszczi 3. Viswanathan Anand Arkadij Naiditsch |        |
| 2010 Moguncja        | szwajcarski | 1. Gata Kamski 2. Vüqar Həşimov 3. Lewon Aronian                              |        |
| 2012 Astana          | kołowy      | 1. Siergiej Kariakin 2. Magnus Carlsen 3. Weselin Topałow                     |        |
| 2013 Chanty-Mansyjsk | szwajcarski | 1. Şəhriyar Məmmədyarov 2. Jan Niepomniaszczi 3. Aleksandr Griszczuk          |        |
| 2014 Dubaj           | szwajcarski | 1. Magnus Carlsen 2. Fabiano Caruana 3. Viswanathan Anand                     |        |
| 2015 Berlin          | szwajcarski | 1. Magnus Carlsen 2. Jan Niepomniaszczi 3. Teymur Rəcəbov                     |        |
| 2016 Doha            | szwajcarski | 1. Wasyl Iwanczuk 2. Aleksandr Griszczuk 3. Magnus Carlsen                    |        |
| 2017 Rijad           | szwajcarski | 1. Viswanathan Anand 2. Władimir Fiedosiejew 3. Jan Niepomniaszczij           |        |
| 2018 Petersburg      | szwajcarski | 1. Daniił Dubow 2. Şəhriyar Məmmədyarov 3. Hikaru Nakamura                    |        |
| 2019 Moskwa          | szwajcarski | 1. Magnus Carlsen 2. Alireza Firuzdża 3. Hikaru Nakamura                      |        |
| 2021 Warszawa        | szwajcarski | 1. Nodirbek Abdusattorov 2. Jan Niepomniaszczi 3. Magnus Carlsen              |        |
| 2022 Ałmaty          | szwajcarski | 1. Magnus Carlsen 2. Vincent Keymer 3. Fabiano Caruana                        |        |
| 2023 Samarkanda      | szwajcarski | 1. Magnus Carlsen 2. Władimir Fiedosiejew 3. Yu Yangyi                        |        |
| 2024 Nowy Jork       | szwajcarski | 1. Wołodar Murzin 2. Aleksandr Griszczuk 3. Jan Niepomniaszczi                |        |